# Шаньдиндун
Шаньдинду́н (в переводе с китайского «верхняя пещера») — стоянка эпохи позднего палеолита у железнодорожной станции Чжоукоудянь (в 45 км от Пекина).
На территории стоянки были обнаружены костные остатки неоантропа (так называемый шаньдиндунский человек), а также орудия из камня и кости. Находка погребения свидетельствует о существовании определённых религиозных представлений. Для черепов из Шаньдиндуна характерна нерезкая дифференциация расовых особенностей. При общем монголоидном облике отмечается тенденция к широконосости, альвеолярный прогнатизм.